# Campionato greco di calcio a 5 2001-2002
Il Campionato greco di calcio a 5 2001-2002 (Πρωτάθλημα Ελλάδος 2001 - 2002 - Α΄Εθνική) è stato il quinto Campionato greco di calcio a 5, disputato durante la stagione 2001/2002. Al termine della stagione regolare, i playoff hanno determinato come vincitore l'Athina 90, al suo terzo titolo.

## Stagione regolare
| Pos | Squadra        | Pti | G  | V  | N | P  | GF  | GS  |
| --- | -------------- | --- | -- | -- | - | -- | --- | --- |
| 1   | Doukas SAC     | 54  | 18 | 18 | 0 | 0  | 166 | 60  |
| 2   | Athina 90      | 39  | 18 | 13 | 0 | 5  | 99  | 60  |
| 3   | Keratsini      | 36  | 18 | 12 | 0 | 6  | 105 | 88  |
| 4   | Ermis          | 26  | 18 | 8  | 2 | 8  | 95  | 92  |
| 5   | Minotavros     | 25  | 18 | 8  | 1 | 9  | 117 | 118 |
| 6   | Gerakas        | 24  | 18 | 8  | 0 | 10 | 94  | 108 |
| 7   | Iniohos        | 23  | 18 | 7  | 2 | 9  | 79  | 89  |
| 8   | Platon         | 23  | 18 | 7  | 2 | 9  | 108 | 119 |
| 9   | Olimpiada      | 12  | 18 | 4  | 0 | 14 | 77  | 145 |
| 10  | Ag. Paraskevi* | 3   | 18 | 1  | 1 | 16 | 46  | 107 |

|  | Play-Off   |
|  | Retrocesse |

## Playoff

### Quarti di finale
| Squadre             | Gara1 |
| ------------------- | ----- |
| Keratsini - Gerakas | 6-3   |
| Ermis - Minotavros  | 5-3   |

### Semifinali
| Squadre               | Gara1 | Gara2 |
| --------------------- | ----- | ----- |
| Doukas SAC - Ermis    | 2-0   | 2-0   |
| Athina 90 - Keratsini | 5-1   | 4-5   |

### Finale
| Squadre                | Gara1 |
| ---------------------- | ----- |
| Doukas SAC - Athina 90 | 3-9   |